# Adriaen Verdoel II
Adriaen Verdoel II († na 1700) was een Nederlands kunstschilder. Hij werkte van 1691 tot 1700 in Middelburg en schilderde vooral portretten en stillevens. Hij is de zoon van Adriaen Verdoel I.

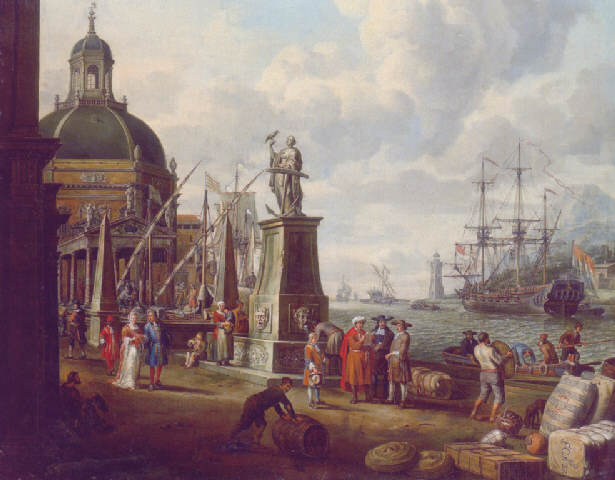
Oostkerk, 1700